# Kościół Najświętszego Serca Pana Jezusa w Kownie
Kościół Najświętszego Serca Pana Jezusa w Kownie (lit. Švč. Jėzaus Širdies bažnyčia) – rzymskokatolicka świątynia parafialna wybudowana w latach 1935–1938, reprezentująca styl modernistyczny, znajdująca się w Kownie na Litwie, w dzielnicy Szańce (lit. Šančiai), na prawym brzegu Niemna.
Kościół jest obiektem zabytkowym, wpisanym w 2016 roku do rejestru wartości kulturowych Republiki Litewskiej (lit. Lietuvos Respublikos kultūros vertybių registras) – nr rej 39512. Jako jedna z nielicznych modernistycznych świątyń okresu międzywojennego na Litwie stanowi interesujący i cenny przykład litewskiego dziedzictwa sakralnego.

## Historia

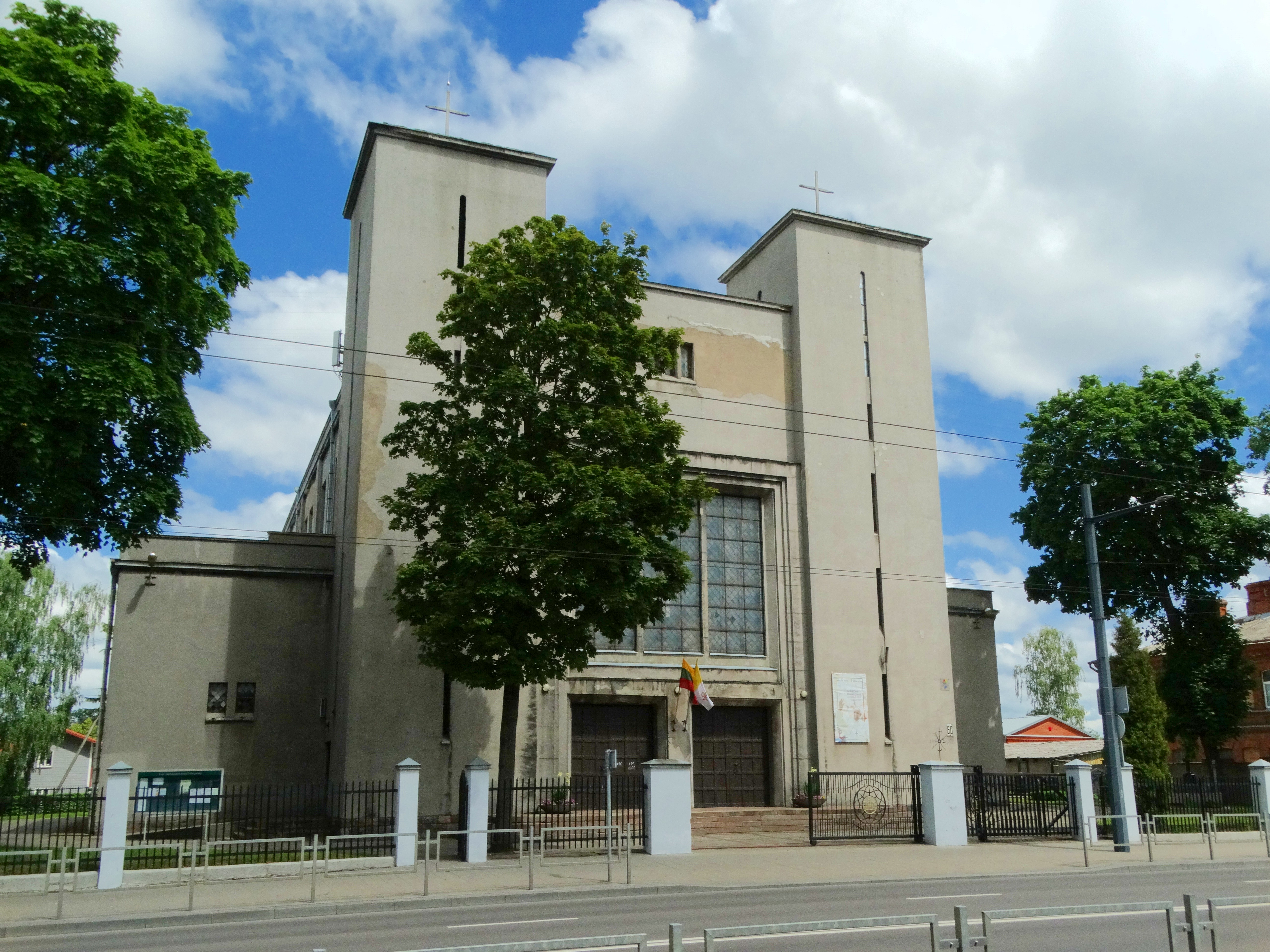
Kościół NSPJ w Kownie (2020)

Szańce były w okresie Pierwszej Republiki gęsto zaludnionym miastem znajdującym się na przedmieściach Kowna, które uchodziło za tymczasową stolicę państwa. W 1931 roku liczyły 25 tys. mieszkańców. Mieszkańcy Szańców już na początku XX wieku wskazywali na konieczność budowy katolickiej świątyni. Miejscowy ksiądz msze odprawiał w niewielkiej kaplicy cmentarnej, część ludności udawała się z kolei na nabożeństwa do sąsiedniej parafii karmelitańskiej. Krótko po zakończeniu I wojny światowej tymczasowy kościół funkcjonował w dostosowanym do tego celu magazynie wojskowym Twierdzy Kowno.
W 1934 roku z inicjatywy proboszcza Mamertasa Lumbėgo powstał wstępny projekt nowej świątyni autorstwa architekta Algirdasa Šalkauskisa. Budowa rozpoczęła się w kwietniu następnego roku; kamień węgielny pod budowę kościoła uroczyście poświęcono 30 czerwca 1935 roku. Wkrótce jednak ze względu na niekonsultowane z Šalkauskisem zmiany w projekcie budowli, nadzór nad budową przejął Adolfas Netyksa, który wprowadził również kilka poprawek. Za konstrukcje żelbetowe odpowiedzialny był Pranas Markūnas.
Budowę świątyni ukończono w grudniu 1938 roku. 24 grudnia do kościoła przeniesiono Najświętszy Sakrament, zaś dzień później odprawiono w nim pierwszą mszę świętą oraz nadano wezwanie Najświętszego Serca Pana Jezusa. 
W 1941 roku kościół został częściowo uszkodzony w wyniku bombardowania – zniszczony został ołtarz oraz tylna elewacja, które już w roku następnym zostały odbudowane według projektu architekta Broniusa Elsbergasa. Kolejne większe remonty świątyni miały miejsce w latach 1942–1947, 1953–1963, 1963–1984 i 2005–2006 oraz 2012–2015 i 2022–2023.

## Architektura

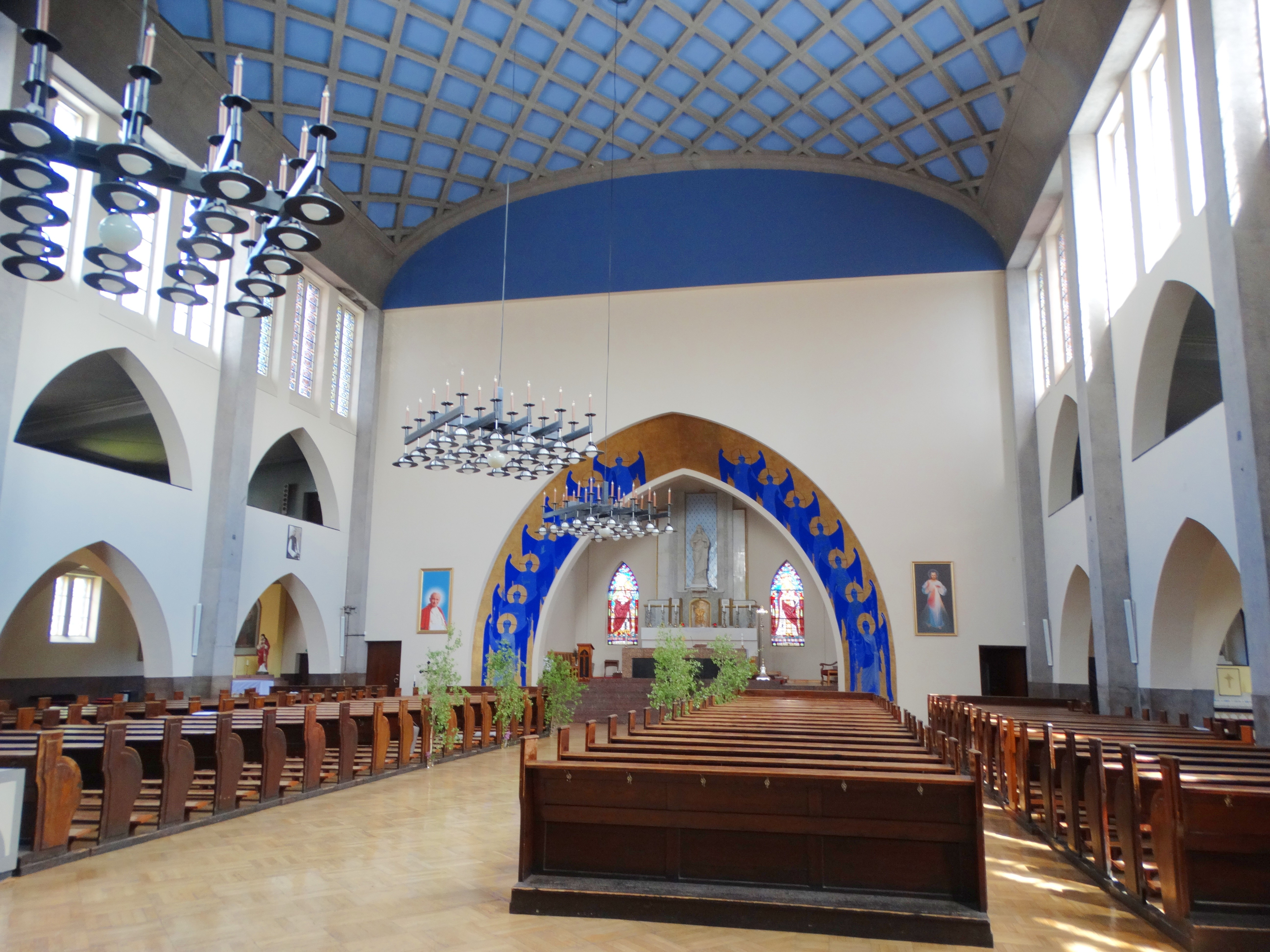
Wnętrze świątyni w 2020 roku

Kościół Najświętszego Serca Pana Jezusa w Kownie reprezentuje architekturę modernistyczną o cechach funkcjonalizmu. Jest to budynek typu bazylikowego, z wąskimi nawami bocznymi, wzniesiony na rzucie prostokąta. Po obu jego stronach przylegają do niego identyczne zakrystie podkreślające masywność bryły świątyni i jej minimalistyczny wygląd zewnętrzny. Elewację frontową (fasadę) subtelnie zdobią dwie niewysokie wieże z wąskimi, długimi i prostokątnymi otworami okiennymi. Drzwi wejściowe są kwadratowe. Całość tworzy kompozycję regularnych figur geometrycznych, która dobrze wpasowała się w krajobraz Szańców jako przedmieść stołecznego Kowna.
Przy wznoszeniu kościoła zastosowano nowoczesną na owe czasy konstrukcję żelbetową. Z tego materiału wykonano łuki nośne oraz konstrukcję dachu. Tworzy ją cienkościenna żelbetowa struktura szkieletowa ze 121 rombowymi kasetonami. Wewnątrz świątyni wyróżnia się wykonany przez Liudasa Truikysa fresk Anioły (lit. Angelai), który zdobi łuk tęczowy, a także witraże Józef (lit. Juozapas) i Św. Kazimierz (lit. Šv. Kazimieras) autorstwa Stasysa Ušinskasa.